# 100 mètres dos féminin aux championnats du monde de natation 2023
Cet article traite de l'épreuve féminine. Pour la compétition masculine, voir 100 mètres dos masculin aux championnats du monde de natation 2023.
Le 100 mètres dos féminin est une épreuve de natation sportive des championnats du monde de natation 2023. Elle a lieu les 24 et 25 juillet 2023 à Fukuoka au Japon.

## Records
Avant cette compétition, les records dans cette discipline étaient :
| Record du monde       | 57 s 45 | Kaylee McKeown | 13 juin 2021    | Adélaïde, Australie   |
| Record du championnat | 57 s 57 | Regan Smith    | 28 juillet 2019 | Gwangju, Corée du Sud |

## Résultats détaillés
Les 16 meilleurs temps se qualifient pour les demi-finales (Q), puis les 8 meilleurs demi-finalistes passent en finale (F).

### Séries
| Rang | Série | Ligne | Nageuse                      | Pays                       | Temps         | Commentaire |
| ---- | ----- | ----- | ---------------------------- | -------------------------- | ------------- | ----------- |
| 1    | 6     | 4     | Regan Smith                  | États-Unis                 | 58 s 47       | Q           |
| 2    | 7     | 4     | Kaylee McKeown               | Australie                  | 58 s 90       | Q           |
| 3    | 5     | 4     | Katharine Berkoff            | États-Unis                 | 59 s 04       | Q           |
| 4    | 7     | 5     | Kylie Masse                  | Canada                     | 59 s 14       | Q           |
| 5    | 6     | 3     | Wan Letian                   | Chine                      | 59 s 52       | Q           |
| 6    | 7     | 2     | Pauline Mahieu               | France                     | 59 s 60       | Q           |
| 7    | 6     | 6     | Maaike de Waard              | Pays-Bas                   | 59 s 89       | Q           |
| 8    | 5     | 5     | Wang Xueer                   | Chine                      | 59 s 93       | Q           |
| 9    | 6     | 5     | Ingrid Wilm                  | Canada                     | 59 s 96       | Q           |
| 10   | 5     | 7     | Madison Wilson               | Australie                  | 1 min 0 s 04  | Q           |
| 11   | 6     | 1     | Lauren Cox                   | Grande-Bretagne            | 1 min 0 s 10  | Q           |
| 12   | 7     | 6     | Medi Eira Harris             | Grande-Bretagne            | 1 min 0 s 11  | Q           |
| 13   | 5     | 3     | Margherita Panziera          | Italie                     | 1 min 0 s 40  | Q           |
| 14   | 5     | 1     | Simona Kubová                | Tchéquie                   | 1 min 0 s 45  | Q           |
| 15   | 7     | 0     | Hanna Rosvall                | Suède                      | 1 min 0 s 46  | Q           |
| 15   | 7     | 3     | Kira Toussaint               | Pays-Bas                   | 1 min 0 s 46  | Q           |
| 17   | 5     | 2     | Adela Piskorska              | Pologne                    | 1 min 0 s 51  |             |
| 18   | 6     | 8     | Lee Eunji                    | Corée du Sud               | 1 min 0 s 56  |             |
| 19   | 4     | 4     | Helena Gasson                | Nouvelle-Zélande           | 1 min 0 s 83  |             |
| 19   | 7     | 1     | Rio Shirai                   | Japon                      | 1 min 0 s 83  |             |
| 21   | 7     | 7     | Carmen Weiler Sastre         | Espagne                    | 1 min 0 s 87  |             |
| 22   | 5     | 6     | Roos Vanotterdijk            | Belgique                   | 1 min 0 s 95  |             |
| 23   | 7     | 9     | Stephanie Au                 | Hong Kong                  | 1 min 1 s 08  |             |
| 24   | 6     | 0     | Camila Rebelo                | Portugal                   | 1 min 1 s 27  |             |
| 25   | 5     | 8     | Ingeborg Loyning             | Norvège                    | 1 min 1 s 32  |             |
| 26   | 6     | 2     | Paulina Peda                 | Pologne                    | 1 min 1 s 40  |             |
| 27   | 7     | 8     | Danielle Hill                | Irlande                    | 1 min 1 s 51  |             |
| 28   | 4     | 3     | Aviv Barzelay                | Israël                     | 1 min 1 s 66  |             |
| 28   | 4     | 6     | Gabriela Georgieva           | Bulgarie                   | 1 min 1 s 66  |             |
| 30   | 6     | 7     | Analia Pigrée                | France                     | 1 min 1 s 67  |             |
| 31   | 6     | 9     | Nina Kost                    | Suisse                     | 1 min 2 s 03  |             |
| 32   | 4     | 1     | Andrea Berrino               | Argentine                  | 1 min 2 s 34  |             |
| 32   | 4     | 5     | Xeniya Ignatova              | Kazakhstan                 | 1 min 2 s 34  |             |
| 34   | 5     | 0     | Dóra Molnár                  | Hongrie                    | 1 min 2 s 34  |             |
| 35   | 4     | 8     | Milla Drakopoulos            | Afrique du Sud             | 1 min 2 s 77  |             |
| 36   | 4     | 7     | Julia Goes                   | Brésil                     | 1 min 2 s 87  |             |
| 37   | 5     | 9     | Miranda Grana Pérez          | Mexique                    | 1 min 2 s 91  |             |
| 38   | 3     | 4     | Mckenna de Bever             | Pérou                      | 1 min 3 s 12  |             |
| 39   | 4     | 9     | Emma Harvey                  | Bermudes                   | 1 min 3 s 14  |             |
| 40   | 4     | 2     | Tatiana Salcutan             | Moldavie                   | 1 min 3 s 18  |             |
| 41   | 3     | 5     | Elizabeth Jimenez            | République dominicaine     | 1 min 3 s 45  |             |
| 42   | 3     | 1     | Andrea Becali                | Cuba                       | 1 min 4 s 27  |             |
| 43   | 3     | 6     | Danielle Titus               | Barbade                    | 1 min 4 s 40  |             |
| 44   | 3     | 3     | Saovanee Boonamphai          | Thaïlande                  | 1 min 4 s 53  |             |
| 45   | 4     | 0     | Abril Aunchayna              | Uruguay                    | 1 min 4 s 66  |             |
| 46   | 3     | 2     | Carolina Cermelli            | Panama                     | 1 min 4 s 85  |             |
| 46   | 3     | 8     | Donata Katai                 | Zimbabwe                   | 1 min 4 s 85  |             |
| 48   | 3     | 0     | Ganga Senavirathne           | Sri Lanka                  | 1 min 4 s 86  |             |
| 49   | 3     | 7     | Anishta Teeluck              | Maurice                    | 1 min 5 s 32  |             |
| 50   | 1     | 3     | Felicity Passon              | Seychelles                 | 1 min 5 s 35  |             |
| 51   | 1     | 4     | Gaurika Singh                | Népal                      | 1 min 6 s 80  |             |
| 52   | 3     | 9     | Eda Zeqiri                   | Kosovo                     | 1 min 7 s 17  |             |
| 53   | 2     | 5     | Ariuntamir Enkh-Amagalan     | Mongolie                   | 1 min 8 s 59  |             |
| 54   | 2     | 1     | Cheang Weng Lam              | Macao                      | 1 min 8 s 60  |             |
| 55   | 2     | 4     | Aynura Primova               | Turkménistan               | 1 min 8 s 97  |             |
| 56   | 2     | 8     | Idealy Tendrinavalona        | Madagascar                 | 1 min 10 s 29 |             |
| 57   | 2     | 3     | Chanchakriya Kheun           | Cambodge                   | 1 min 10 s 51 |             |
| 58   | 2     | 6     | Jennifer Lynn Harding-Marlin | Saint-Christophe-et-Niévès | 1 min 12 s 19 |             |
| 59   | 1     | 5     | Abigail Ai Tom               | Papouasie-Nouvelle-Guinée  | 1 min 14 s 69 |             |
| 60   | 2     | 2     | Hamma Ahmed                  | Maldives                   | 1 min 18 s 17 |             |
| 61   | 2     | 7     | Ammara Pinto                 | Malawi                     | 1 min 22 s 06 |             |

### Demi-finales
| Rang | Série | Ligne | Nageuse             | Pays            | Temps        | Commentaire |
| ---- | ----- | ----- | ------------------- | --------------- | ------------ | ----------- |
| 1    | 2     | 4     | Regan Smith         | États-Unis      | 58 s 33      | F           |
| 2    | 1     | 4     | Kaylee McKeown      | Australie       | 58 s 48      | F           |
| 3    | 2     | 5     | Katharine Berkoff   | États-Unis      | 58 s 60      | F           |
| 4    | 1     | 5     | Kylie Masse         | Canada          | 59 s 06      | F           |
| 5    | 1     | 3     | Pauline Mahieu      | France          | 59 s 30      | F           |
| 6    | 2     | 2     | Ingrid Wilm         | Canada          | 59 s 32      | F           |
| 7    | 2     | 3     | Wan Letian          | Chine           | 59 s 49      | F           |
| 8    | 1     | 7     | Medi Eira Harris    | Grande-Bretagne | 59 s 62      | F           |
| 9    | 1     | 2     | Madison Wilson      | Australie       | 59 s 63      |             |
| 10   | 2     | 7     | Lauren Cox          | Grande-Bretagne | 59 s 79      |             |
| 11   | 2     | 6     | Maaike de Waard     | Pays-Bas        | 59 s 84      |             |
| 12   | 1     | 8     | Kira Toussaint      | Pays-Bas        | 59 s 89      |             |
| 13   | 1     | 6     | Wang Xueer          | Chine           | 59 s 96      |             |
| 14   | 1     | 1     | Simona Kubová       | Tchéquie        | 1 min 0 s 43 |             |
| 15   | 2     | 8     | Hanna Rosvall       | Suède           | 1 min 0 s 65 |             |
| 16   | 2     | 1     | Margherita Panziera | Italie          | 1 min 1 s 31 |             |

### Finale
| Rang               | Ligne | Nageuse           | Pays            | Temps        | Commentaire             |
| ------------------ | ----- | ----------------- | --------------- | ------------ | ----------------------- |
| Médaille d'or      | 5     | Kaylee McKeown    | Australie       | 57 s 53      | Record des championnats |
| Médaille d'argent  | 4     | Regan Smith       | États-Unis      | 57 s 78      |                         |
| Médaille de bronze | 3     | Katharine Berkoff | États-Unis      | 58 s 25      |                         |
| 4                  | 6     | Kylie Masse       | Canada          | 59 s 09      |                         |
| 5                  | 7     | Ingrid Wilm       | Canada          | 59 s 31      |                         |
| 6                  | 2     | Pauline Mahieu    | France          | 59 s 72      |                         |
| 7                  | 8     | Medi Eira Harris  | Grande-Bretagne | 59 s 84      |                         |
| 8                  | 1     | Wan Letian        | Chine           | 1 min 0 s 39 |                         |